# Thyreodon maculipennis
Thyreodon maculipennis är en stekelart som beskrevs av Cresson 1874. Thyreodon maculipennis ingår i släktet Thyreodon och familjen brokparasitsteklar. Inga underarter finns listade i Catalogue of Life.